# Wilhelm Schmidbauer

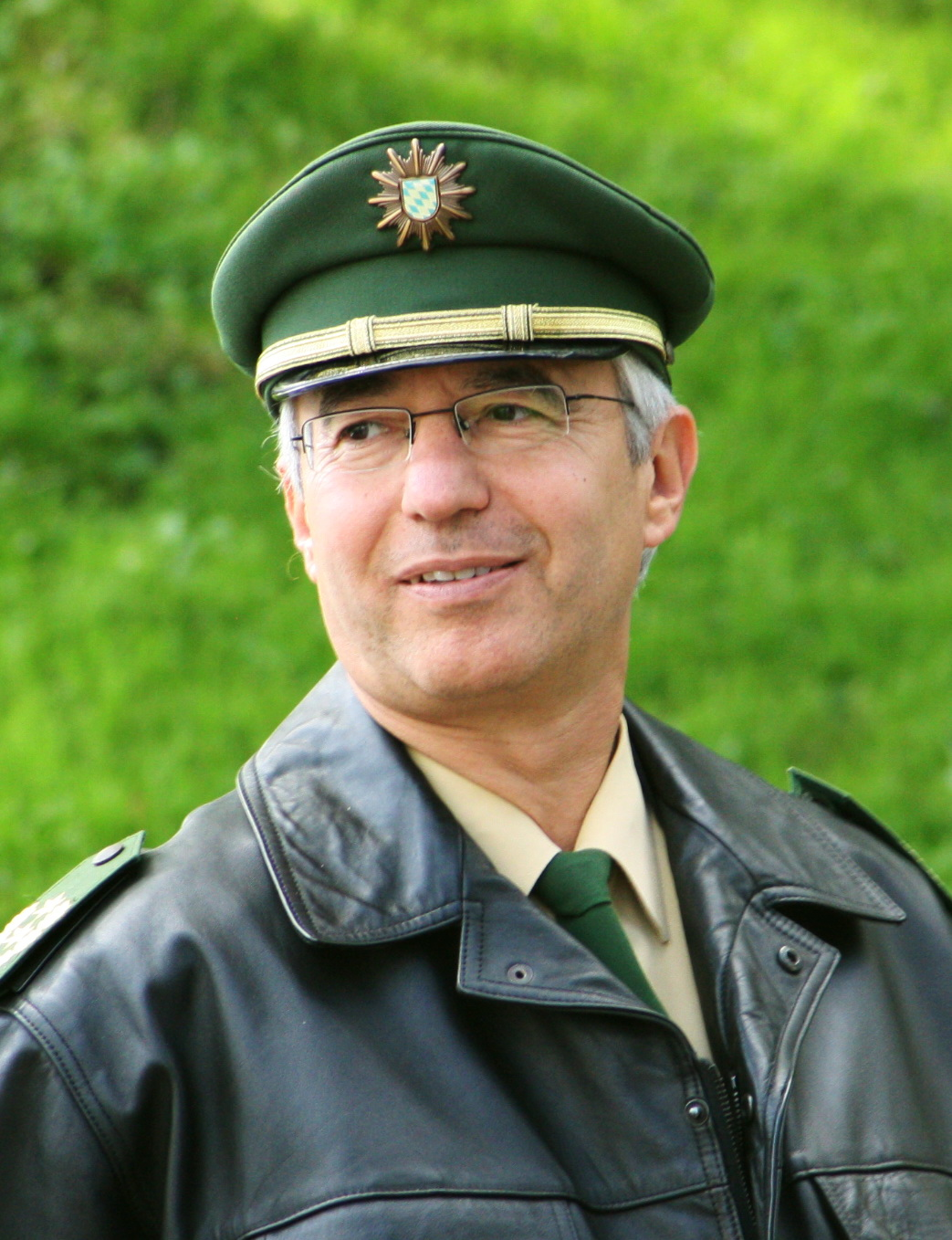
Wilhelm Schmidbauer im Jahr 2010

Wilhelm Schmidbauer (* 20. Februar 1958 in Regensburg) ist ein deutscher Verwaltungsjurist. Er war von Juli 2013 bis Februar 2022 bayerischer Landespolizeipräsident.

## Leben
Wilhelm Schmidbauer legte 1977 das Abitur am Albrecht-Altdorfer-Gymnasium in Regensburg ab. Von 1977 bis 1981 studierte er Rechtswissenschaften an der Universität Regensburg. 1982 und 1985 erfolgte das erste und das zweite Staatsexamen. Von 1986 bis 1987 war er Regierungsrat im Sachgebiet Rechtsangelegenheiten, Disziplinarrecht, Schadensersatz und Regress des Polizeipräsidiums München. 1987/1988 war er Referent im Bayerischen Staatsministerium des Innern, Sachgebiet für polizeiliche Einsatzangelegenheiten. Im Sommersemester 1988 wurde er an der Universität Regensburg mit der von Udo Steiner angeregten und betreuten Arbeit Enteignung zu Gunsten Privater promoviert. Der Zweitgutachter war Otto Kimminich. Nach der Promotion war er bis 1991 persönlicher Referent des CSU-Generalsekretärs Erwin Huber. Von 1991 bis 1994 war er Abteilungsleiter Versorgung beim Polizeipräsidium Niederbayern/Oberpfalz. 1993 wurde er stellvertretender Leiter der Polizeidirektion Kempten. Von 1994 bis 1999 war Schmidbauer stellvertretender Leiter des Sachgebiets Einsatz der Polizei im Bayerischen Staatsministerium des Innern. 1996 hatte er einen Lehrauftrag an der Universität Regensburg für Polizei- und Sicherheitsrecht. In den Jahren 1999 bis 2000 war er stellvertretender Polizeipräsident und Leiter der Abteilung Einsatz des Polizeipräsidiums Niederbayern/Oberpfalz. Von 2000 bis 2003 war er Leiter des Sachgebiets Einsatz der Polizei im Bayerischen Staatsministerium des Innern und als Leitender Ministerialrat zugleich stellvertretender Leiter der Abteilung Öffentliche Sicherheit und Ordnung. 
Am 20. März 2003 wurde Schmidbauer Polizeipräsident und Leiter des Polizeipräsidiums München, damit trat er die Nachfolge von Roland Koller an. 2007 wurde er zum Honorarprofessor an der Universität Regensburg ernannt. Seine Fachgebiete sind Polizei- und Sicherheitsrecht. Schmidbauer ist langjähriges Mitglied der CSU. Am 1. Juli 2013 übernahm Schmidbauer das Amt des Landespolizeipräsidenten von Bayern. Er wurde Nachfolger von Waldemar Kindler, der in den Ruhestand ging. Im Februar 2022 wurde Schmidbauer pensioniert. Ihm folgte Michael Schwald nach.

## Kontroversen

### Treffen mit Saif al-Arab al-Gaddafi
2011 war Schmidbauer öffentlicher Kritik ausgesetzt, nachdem in den Medien berichtet wurde, dass er sich im August 2007 von der libyschen Botschaft in Berlin in das Münchner 5-Sterne-Hotel Bayerischer Hof zu einem Arbeitsessen hatte einladen lassen. Die libysche Botschaft hatte sich über strafrechtliche Ermittlungen der Münchner Polizei gegen Saif al-Arab al-Gaddafi, einen Sohn des damaligen libyschen Staatschefs Muammar al-Gaddafi, beschwert. An dem Abendessen nahm neben Vertretern der libyschen Botschaft auch Saif al-Arab al-Gaddafi selber teil. Mitglieder der Bayerischen Grünen warfen Schmidbauer vor, dass die vermeintlich guten Beziehungen Saif Gaddafis zum Polizeipräsidium etwas mit der Einstellung zahlreicher gegen ihn anhängiger Ermittlungsverfahren zu tun gehabt hätten. Schmidbauer begründete seine Vorgehensweise damit, dass es sich um eine offizielle Einladung der libyschen Botschaft gehandelt und er Saif al-Arab al-Gaddafi über das in Deutschland geltende Rechtssystem aufgeklärt habe, auch wenn diese Belehrungen nicht dauerhaft gewirkt hätten. Es sei insbesondere kein Freundschaftstreffen gewesen, da Saif al-Arab al-Gaddafi während des Treffens die Forderung nach diplomatischer Immunität, Polizeischutz und einem Waffenschein erhoben habe und über die umgehende Ablehnung dieser Forderungen durch Schmidbauer sehr verärgert gewesen sei.
Das Treffen zwischen Schmidbauer und Saif Gaddafi führte zu mehreren parlamentarischen Anfragen seitens der Bayerischen Grünen. Der damalige Bayerische Innenminister Günther Beckstein bewertete das Gespräch im Nachhinein als „in jedem Fall für richtig“. Der Rechtsausschuss des Bayerischen Landtags erklärte nach Überprüfung des Vorgangs den Antrag mit Zustimmung aller Oppositionsparteien für erledigt.

### Interview zu Übergriff durch Polizeibeamten
Nachdem eine gefesselte Frau auf einer Polizeistation in der Au – nach Aussagen der beteiligten Polizisten in Notwehr aufgrund von Widerstandshandlungen – durch einen Faustschlag erheblich verletzt worden war, sagte Schmidbauer in einem Interview, dass das Vorgehen des Beamten aus Sicht dieses Beamten „die konsequente Vorgehensweise gewesen sei, um das zu beenden.“ Für diese Äußerung wurde Schmidbauer unter anderem vom Grünen-Stadtrat Siegfried Benker, sowie dem Anwalt des mutmaßlichen Opfers scharf kritisiert. Oberstaatsanwalt Thomas Steinkraus-Koch, Sprecher der Staatsanwaltschaft München I, äußerte, dass die Bewertung der Ereignisse immer noch bei der Staatsanwaltschaft lägen und nicht bei dem Polizeipräsidenten, da man diese sonst gleich abschaffen könne. Schmidbauer rechtfertigte sich nach der Kritik damit, dass er nur die Sichtweise des Beamten darstellen und keine Bewertung abgeben wollte. Aufgrund von negativen Presseberichten verfasste Schmidbauer mit seinem Stellvertreter einen internen Brief, in dem beide den Verdacht äußerten, dass Journalisten versuchen würden die „Glaubwürdigkeit aller Münchner Polizeibeamtinnen und Polizeibeamten zu erschüttern“. Die Fraktionen von FDP, SPD und Grünen übten starke Kritik an Schmidbauer im Bayerischen Landtag, Innenminister Joachim Herrmann (CSU) verteidigte den Polizeipräsidenten. Das Verfahren gegen die Frau wurde später eingestellt, der betreffende Polizeibeamte hingegen wurde zu einer Bewährungsstrafe von zehn Monaten verurteilt.

## Schriften
- Enteignung zugunsten Privater. Duncker und Humblot, Berlin 1989, ISBN 3-428-06740-1 (Dissertation, Universität Regensburg, 1988).
- mit Udo Steiner und Eberhard Roese: Bayerisches Polizeiaufgabengesetz und Bayerisches Polizeiorganisationsgesetz: Kommentar. Beck, München 1999; 3. Auflage (nur mit Udo Steiner): Beck, München 2011, ISBN 978-3-406-61167-4.